# كوه باك سونغ
كوه باك سونغ (بالإنجليزية: Koh Buck Song)‏ هو صحفي وكاتب وشاعر سنغافوري، ولد في 1963.